# Таль, Мириам
Мириам Таль (урождённая Мириам Розенталь; 29 июня 1910, Смоленск — 1981, Иерусалим) — израильский художественный критик, историк искусства, переводчик.

## Биография
Родилась в семье врача и сиониста Авраама (Абрама Зельмановича) Розенталя (1875, Сувалки — 1938) и Анны Карпиловой, детство провела в Москве. В 1918 году эмигрировала с семьёй в Варшаву, затем в 1920 году в Германию и в 1924 году в Бельгию. Окончив гимназию в Брюсселе, позже Мириам училась в Берлинском университете.
В 1930 эмигрировала в Эрец-Исраэль. Продолжила свою учёбу в Еврейском университете, изучала философию, историю и историю искусств. Во время мировой войны служила в британской армии, выполняла штабную работу. В 1953—1955 годах работала в израильском посольстве в Брюсселе. С 1968 года — член Международной ассоциации художественных критиков. Была замужем за французским скульптором Борисом Малкиным.
Критические статьи Таль постоянно публиковались в специальных искусствоведческих изданиях («Студио», «Газит» и другие), а также в израильской периодике («Едиот Ахронот» и другие издания).